# Батрадь (зупинний пункт)
Ба́традь — пасажирський залізничний зупинний пункт Ужгородської дирекції Львівської залізниці.
Розташований у селі Батрадь, Берегівський район Закарпатської області на лінії Батьово — Солотвино І між станціями Батьово (5 км) та Косини (6 км).
Станом на серпень 2019 року щодня п'ять пар дизель-потягів прямують за напрямком Батьово — Королево/Солотвино I.